# Scusa (Mara Sattei)
Scusa è un singolo della cantante italiana Mara Sattei, pubblicato l'8 aprile 2021 come primo estratto dall'album di debutto Universo.

## Video musicale
Il video musicale del brano, diretto da Lorenzo Silvestri e Andrea Santaterra, è stato pubblicato il 13 marzo 2021 sul canale YouTube della cantante e vede la partecipazione dell'attore Alessio Lapice.

## Tracce
Testi di Mara Sattei, musiche di Davide Mattei.
1. Scusa – 3:02

## Classifiche
| Classifica (2021) | Posizione massima |
| ----------------- | ----------------- |
| Italia            | 47                |